# Burg Blankenwald
Die Burg Blankenwald, auch Hainburg oder Blankenberg genannt, ist eine abgegangene Höhenburg auf dem 356 Meter hohen Hainberg südöstlich oberhalb der Ortschaft Blankenau in der Gemeinde Hosenfeld im hessischen Landkreis Fulda in Hessen.

## Geschichte
An der Burgstelle befand sich bereits in vorgeschichtlicher Zeit eine Ringwallanlage zum Schutz des an dieser Stelle vorbeiführenden Ortesweges, einer aus der Wetterau kommenden frühzeitlichen Handelsstraße. Nach neueren Forschungen verlief der Weg, aus dem Marburger Land kommend, durch die nördliche Wetterau (Wedereiba 1016) und den Vogelsberg vorbei an der Burg Blankenwald über Hainzell auf dem Weg nach Fulda führte sie an dem späteren Guntherskirchen dem heutigen Kleinheiligkreuz vorbei, um alsdann am Himmelsberg bei der Herrgottseiche westlich von Giesel die Antsanvia zu queren.
Um 1242 ließen die Herren von Blankenwald, eine Seitenlinie der Herren von Schlitz, die Burg Blankenwald erbauen.
Die Blankenwalder wurden eines der gefürchtetsten Raubritternester des Fuldaer Landes und die Burg deshalb vom damaligen Fuldaer Fürstabt Bertho II. von Leibolz im Jahre 1264 erstürmt und geschleift. Wie andere buchonische Raubschlösser wurde auch die Burg Blankenwald zerstört. Der heutige Burgstall zeigt nur noch das 0,11 ha große Plateau in einem mit Buchen bestandenen Burgberg und im Süden kurze Reste einer wallartigen Befestigung.

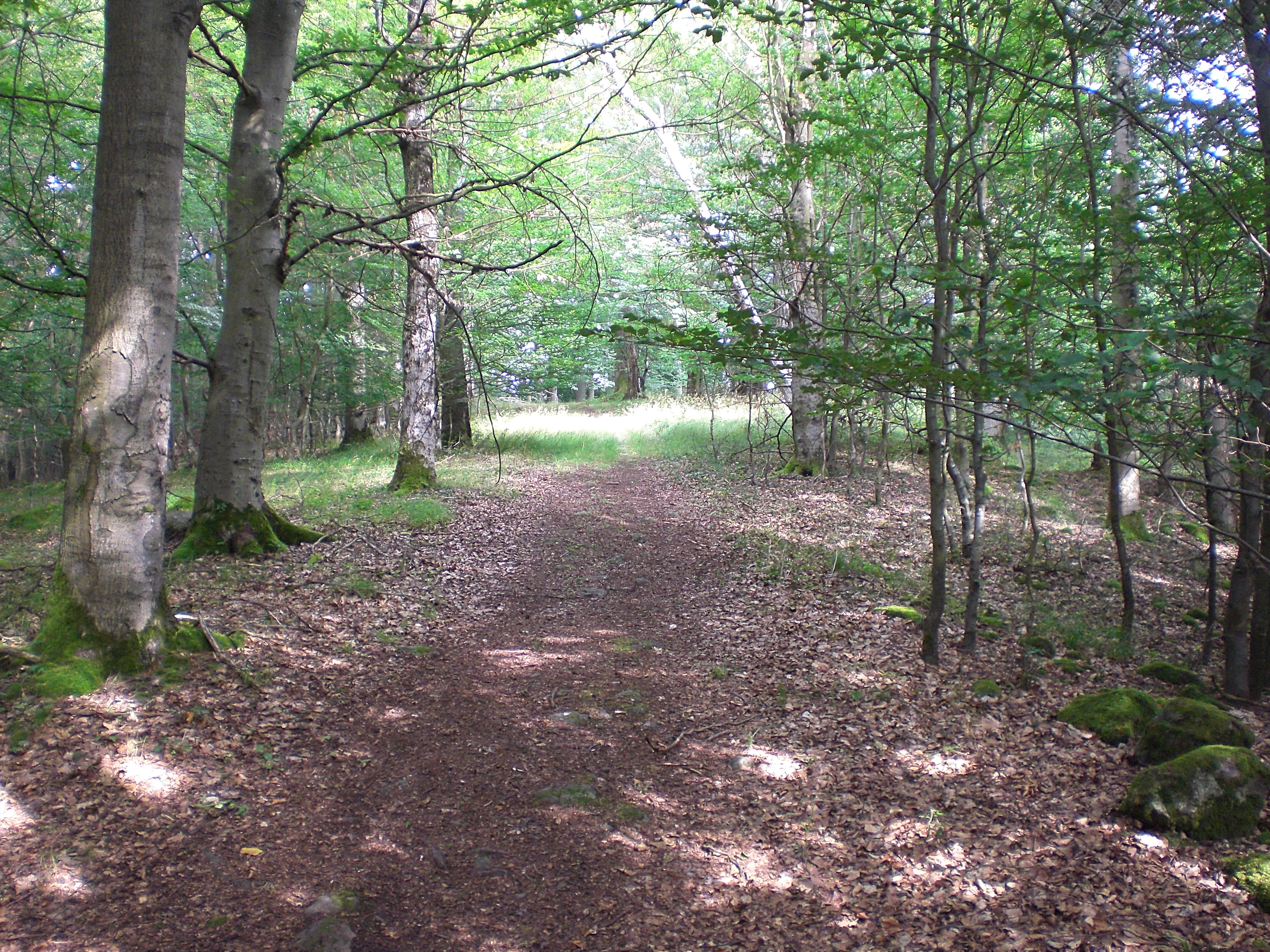
Der Aufgang zum Burgstall
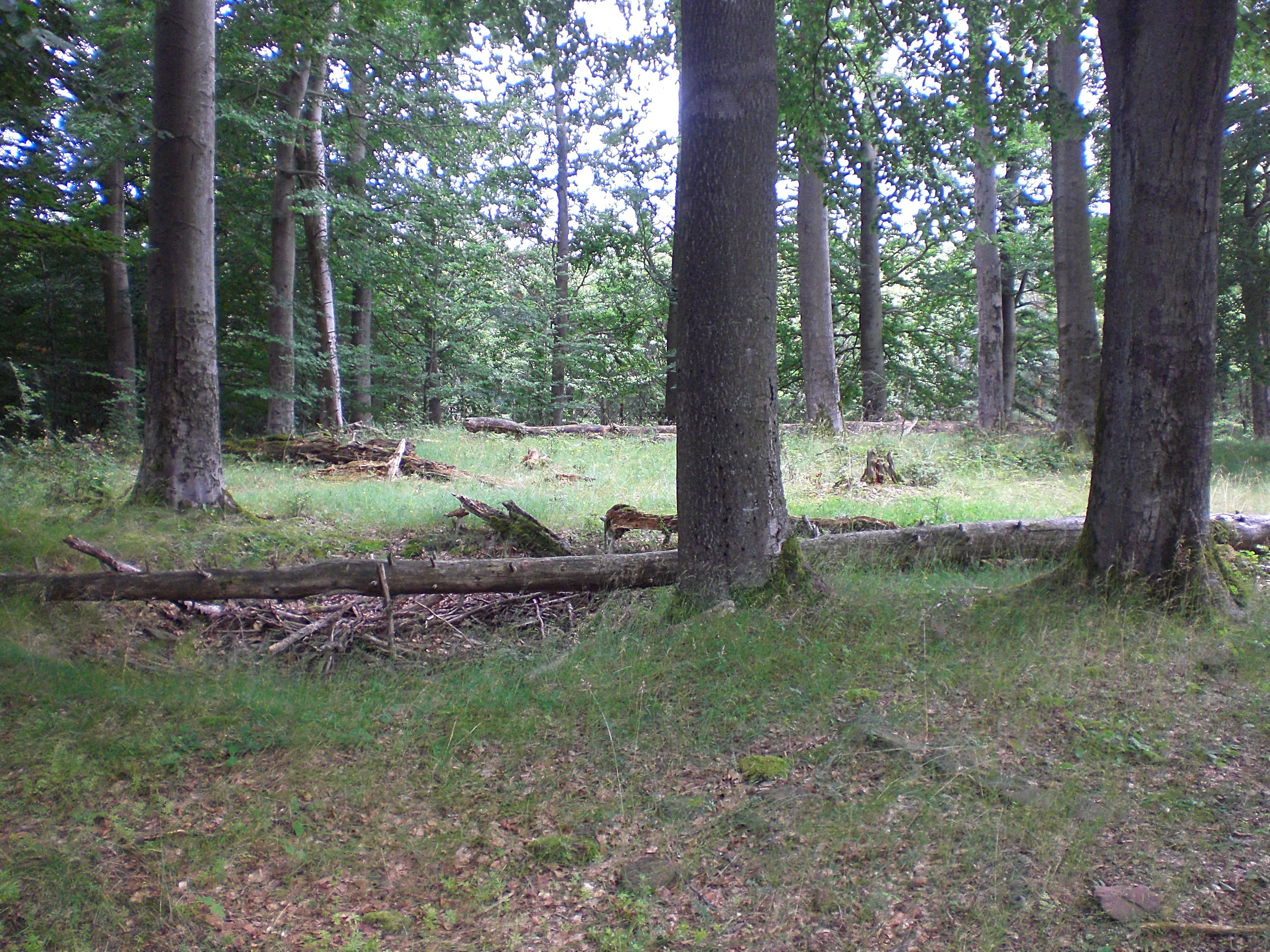
Das fast ebene Plateau des Burgstalls
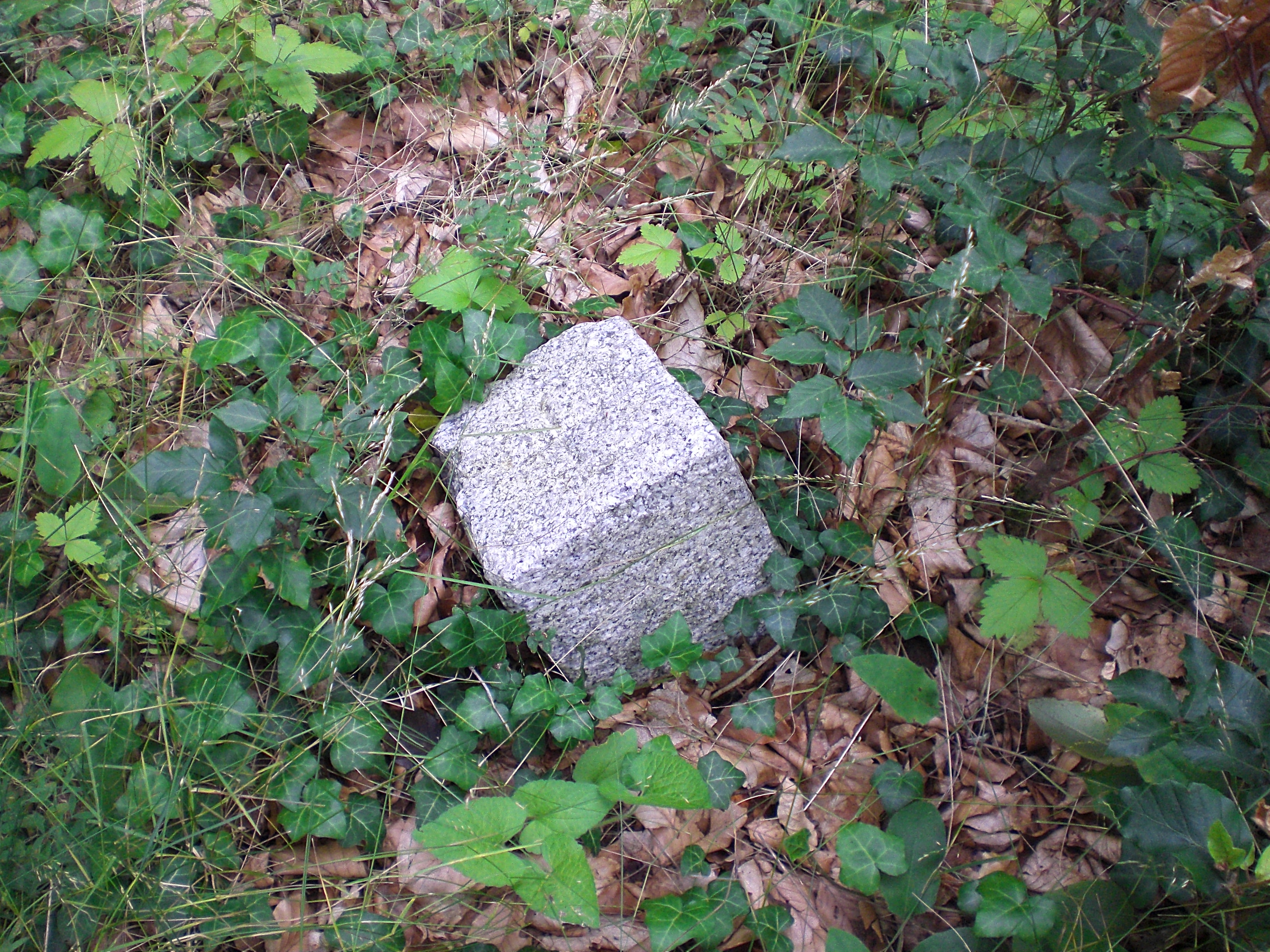
Der Vermessungspunkt Trigonometrischer Punkt (TP) auf dem Burgstall
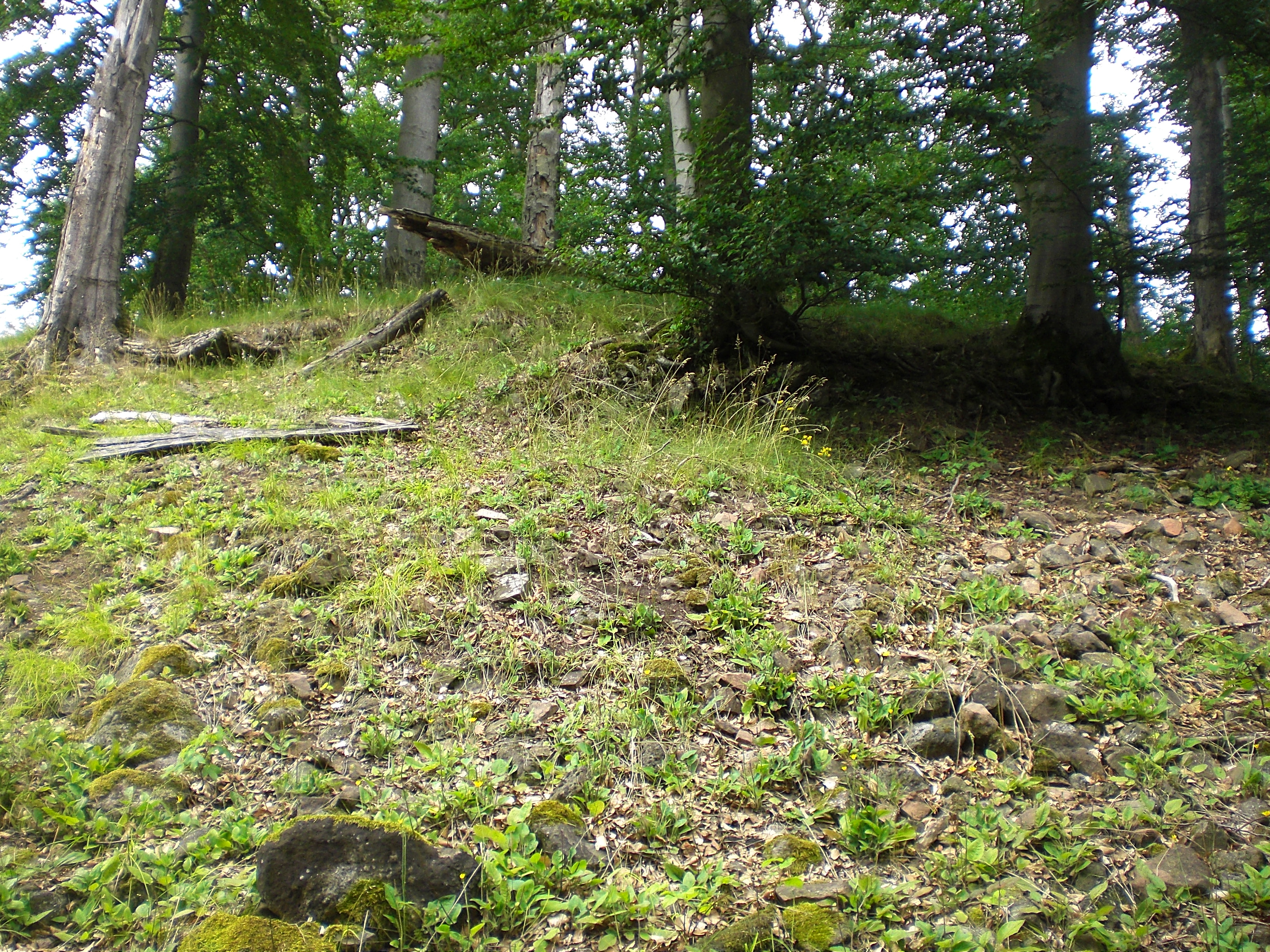
Die Böschung des Burgstalls nach Süden
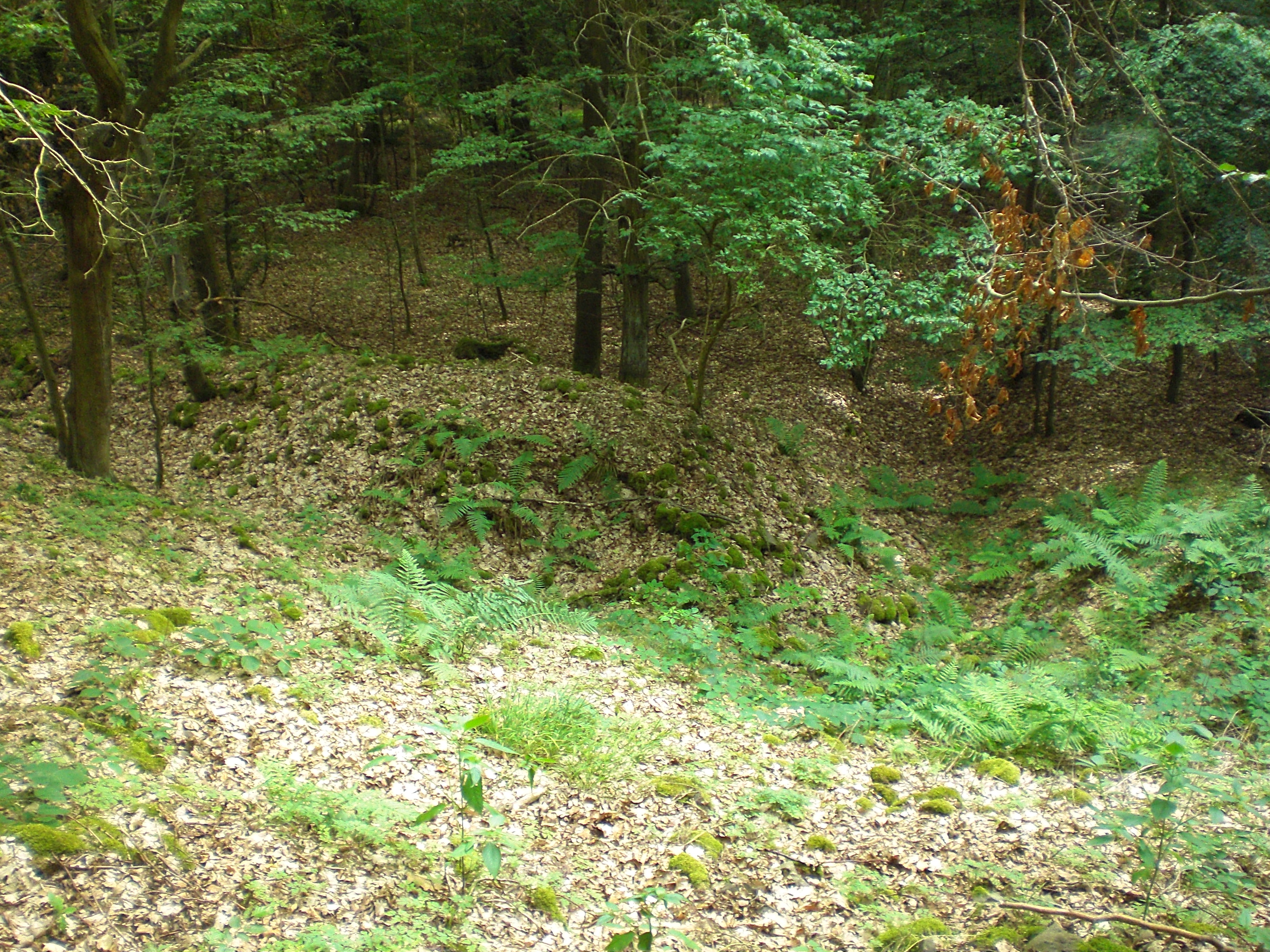
Das noch erkennbare Ringwall-Graben-System im Süden